# Atlas Werke
Atlas Werke was een Duitse scheepswerf in Bremen. Het bedrijf is opgericht in 1911. Na de Eerste Wereldoorlog ging het bedrijf zich toeleggen op het maken van nautische instrumenten waaronder geruispeilers. In 1964 werd Atlas Werke overgenomen door Krupp. Krupp splitste de elektronica-divisie af in een nieuw bedrijf genaamd Atlas Elektronik. In 1969 werden alle scheepsbouwactiviteiten bij Atlas Werke gestopt.
Tijdens de Eerste Wereldoorlog werd door Atlas Werke één onderzeeboot gebouwd, de U 151.